# Creu de Santa Maria de Cervelló
La Creu de Santa Maria de Cervelló és una obra del municipi de Cervelló (Baix Llobregat) declarada bé cultural d'interès nacional.

## Descripció
La creu de terme realitzada en pedra, formada per la creu, el nus, la columna i la base de sustentació. La creu pròpiament dita és una reproducció de l'original, molt malmesa durant la guerra civil. 

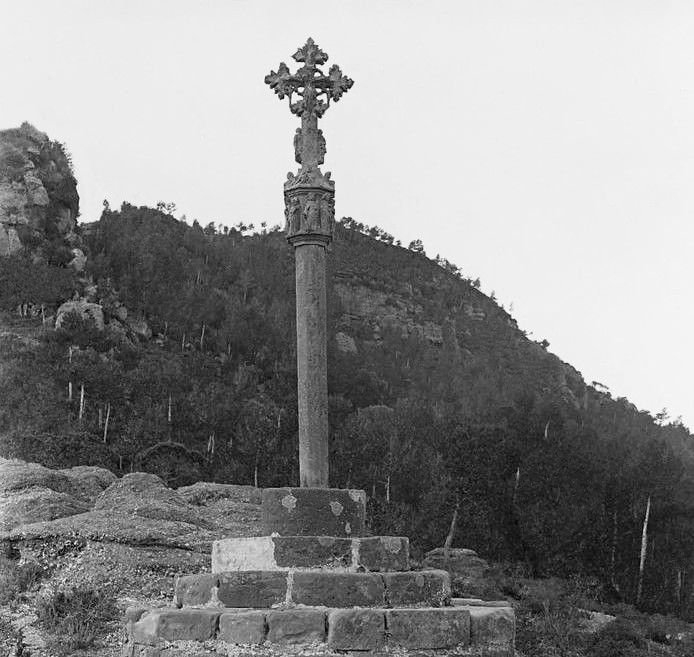
La Creu de Santa Maria el 1915

La creu presenta el braços configurats per una forma vegetal lobulada. A l'anvers mostra la figura de Crist crucificat i al revers la imatge de la Verge. A la part inferior del braç vertical es disposen dues imatges dempeus, flanquejant la creu, mentre que quatre personatges vestits amb túniques resten asseguts als peus, damunt la magolla. Aquesta està configurada per un volum octogonal amb motllura superior i inferior. En les cares hi trobem personatges religiosos en un estat de conservació deficient. La columna és llisa i es recolza damunt una base esglaonada de planta circular. L'esquema formal de la creu és de tradició gòtica, mentre que la composició de la magolla entraria més dins el concepte estètic renaixentista.

## Història
Aquesta creu, datada entre els segles xvi i xvii per les seves característiques, va ser molt malmesa durant la Guerra Civil per això es va refer la seva part superior. L'any 1968 es va restaurar una part del temple romànic de Santa Maria de Cervelló per la Diputación de Barcelona (entre d'altres, es va enderrocar l'antic campanar gòtic). Aleshores algú de la Diputació va fer fer una còpia de la Creu de terme. Es van endur l'original (que tenia un gran valor artístic i històric) i van deixar la còpia al seu indret. L'original s'ha estat cercant i no ha aparegut.
Se suposa que aquesta creu va inspirar al dramaturg Frederic Soler Humbert "Pitarra" (1839-1895) en la seva obra "La Creu de la Masia" essent la masia de "Can Victòria" o, també anomenada, "La Casa de les Ànimes", la més propera a la creu.